# Småtufsane
Die Småtufsane (norwegisch für Kleine Nichtigkeiten) sind eine Gruppe kleiner Nunatakker im ostantarktischen Königin-Maud-Land. Sie ragen im südzentralen Teil der Sør Rondane auf.
Wissenschaftler des Norwegischen Polarinstituts benannten sie 1988.